# RNA non codificante
L'RNA non codificante (in sigla ncRNA dall'inglese non-coding RNA) in biologia molecolare è un trascritto genico che non va incontro a traduzione. Ciò significa che il gene che codifica per tale RNA non codifica per una proteina ma semplicemente per una molecola di RNA (e quindi non un mRNA, perché altrimenti andrebbe incontro a traduzione).
L'RNA non codificante può svolgere diverse funzioni: può essere un RNA ribosomiale (rRNA), RNA transfer (tRNA) oppure può essere un componente di complessi enzimatici implicati nei processi di trascrizione, replicazione, splicing e in altri processi riguardanti l'espressione genica.
Fra l'RNA non codificante si possono citare i long non coding RNA (lncRNA), che sono trascritti lunghi più di 200 nucleotidi che non codificano per proteine. Tali RNA sono oggetto di ricerca odierna e sembrano essere coinvolti in molti meccanismi biologici: splicing, stoccaggio di mi-RNA, processi trascrizionali e post-trascrizionali, e tutta una serie di patologie ad essi associate. In particolare, riferendosi a meccanismi epigenetici, sono in grado di reclutare DNA-metiltransferasi e modificare in questo modo il pattern epigenetico a vari livelli.